# 二氟溴碘甲烷
二氟溴碘甲烷是一种有机化合物，化学式为CF2BrI。它可由三氟甲基三氟环氧乙烷和一溴化碘在镍催化下反应得到，产率13%。它和一氧化氮反应，可以得到暗蓝色的亚硝基二氟溴甲烷。